# Michael Wright (koszykarz)
 Michael Wright  (ur. 7 stycznia 1980 roku w Chicago, zm. 10 listopada 2015 w Nowym Jorku) – amerykański koszykarz.

## Życiorys
Jego ostatnim klubem był francuski Cholet Basket. Uprzednio reprezentował drużynę występującą w tureckiej ekstraklasie - Trabzonspor Basketbol. Dwukrotnie występował w polskiej lidze - w sezonie 2001/2002 w Śląsku Wrocław oraz w sezonie 2009/2010 w Turowie Zgorzelec. Po przeniesieniu się do Turcji otrzymał tamtejsze obywatelstwo, według którego nazywał się Ali Karadeniz.

## Osiągnięcia
NCAA
- Finalista NCAA (2001)[6]
- Uczestnik II rundy turnieju NCAA (2000, 2001)
- Mistrz sezonu regularnego Pac-10 (2000)
- Najlepszy pierwszoroczny zawodnik Pac-10 (1999)[7]
- 2-krotnie zaliczony do I składu All-Pac-10 (2000, 2001)[7]

Drużynowe
- Mistrz Polski (2002)[7]
- Wicemistrz:
  - Izraela (2004)
  - Turcji (2008)
- Zdobywca Pucharu:
  - Francji (2007)[7]
  - Turcji (2008)[7]
  - Prezydenta Turcji (2009)[7]
- Finalista Pucharu Polski (2010)

Indywidualne
- MVP:
  - finałów PLK (2002)[7]
  - Meczu Gwiazd PLK (2010)
  - sezonu PLK (2009/10 według Gazety Wyborczej)[8]
  - Eurochallenge All-Star Game (2004)[7]
- I skład PLK (2010)[9]
- Uczestnik meczu gwiazd:
  - ligi izraelskiej (2004)
  - Eurochallenge All-Star Game (2004)[7]
  - ligi niemieckiej (2005)
  - ligi tureckiej (2006, 2009)[7]
  - francuskiej ligi LNB Pro A (2006/07)[7]
  - PLK (2010)
- Lider strzelców:
  - sezonu regularnego Eurocup (2008)
  - ligi tureckiej (2011, 2013)
  - PLK (2010)

Reprezentacja
- Mistrz Ameryki U–19 (1998)[10]
- Wicemistrz świata U–19 (1999)[11]